# 机动车驾驶证考试
机动车驾驶证考试（简称驾驶证考试、驾考）是未拥有机动车驾驶证的驾驶证申请人为了获取机动车驾驶证而参加的一项考试，是对驾驶证申请者的能力测试，通过考试后将获得由相关交通部门颁发的机动车驾驶证。世界上不同的国家和地区的机动车驾驶证考试内容不尽相同，但均大致包含两个方面，一是考查机动车驾驶证申请人对交通法律法规的了解程度的理论考试，二是考查申请人驾驶技术的实践考试。机动车驾驶证考试对于申请者的年龄、身体状况等常有一定的要求。